# تيد ووكر
تيد ووكر (بالإنجليزية: Ted Walker)‏ هو كاتب سيناريو وشاعر بريطاني، ولد في 28 نوفمبر 1934 في Lancing, West Sussex ‏ في المملكة المتحدة، وتوفي في 19 مارس 2004 في بلنسية في إسبانيا.

## وصلات خارجية
- تيد ووكر على موقع IMDb (الإنجليزية)